# Bajram Curri
Bajram Curri (ur. 1862, zm. 29 marca 1925 w jaskini Dragobi) – działacz niepodległościowy, rewolucjonista, bohater narodowy Albanii, pochodzący z Kosowa.
W 1912 był jednym z inicjatorów powstania antyosmańskiego. Podczas I wojny światowej był dowódcą oddziału partyzanckiego. Od 1918 członek władz Komitetu Obrony Kosowa. W powojennej Albanii pełnił rozmaite funkcje polityczne, jako minister i dowódca armii. Będąc przeciwnikiem późniejszego króla, Ahmeda Zogu, dla którego kwestia Kosowa nie była najważniejsza, i który w 1924 objął w kraju dyktatorską władzę, wszedł z nim w ostry konflikt. Otoczony w górach przez rządowe oddziały dowodzone przez Ceno Kryeziu w jaskini Dragobi prawdopodobnie popełnił samobójstwo, aby uniknąć więzienia.
Wielkim szacunkiem otoczyły Bajrama Curri komunistyczne władze Albanii, po przejęciu władzy w kraju (1944). Jedno z miast na północy Albanii zostało nazwane jego imieniem.